# Gran Premio del Qatar
Il Gran Premio del Qatar (in arabo: جائزة قطر الكبرى) è una gara automobilistica di Formula 1 che si svolge dal 2021 sul circuito di Lusail, in Qatar. È uno dei Gran Premi ospitati da una nazione del Medio Oriente, insieme a quelli di Bahrein, Abu Dhabi, Sakhir e Arabia Saudita.

## Storia
Per la prima volta nella storia del campionato mondiale di Formula 1 la massima categoria approda in Qatar occupando il posto vacante nel calendario 2021 lasciato dal Gran Premio d'Australia, annullato a causa delle problematiche dettate dalla pandemia di COVID-19. L'accordo tra gli organizzatori del Gran Premio e Liberty Media prevede un decennale a partire dalla stagione 2023. Non è stato previsto infatti nessun evento per il campionato 2022 in quanto il Paese si è concentrato nell'ospitare il mondiale di calcio. A partire dal 2023, al posto del circuito di Lusail, doveva essere inizialmente costruito un nuovo tracciato appositamente per le vetture di Formula 1, prima che il Gran Premio fosse mantenuto sulla stessa pista. La stagione 2021 di Formula 1 vede quindi il debutto del Gran Premio del Qatar, formalmente Ooredoo Qatar Grand Prix per motivi di sponsorizzazione. Con il ritorno dell'edizione del 2023, essa ospita una delle sei Sprint della stagione. Nel 2024 e nel 2025 si conferma ospitante di una delle sei Sprint del campionato. L'edizione del 2024 stabilisce un record di 154 973 spettatori durante il weekend di gara, battendo il record di 120 000 spettatori registrato nell'edizione del 2023.

## Controversie
Il Gran Premio, una volta resa nota la sua presenza nel calendario mondiale, ha ricevuto critiche da parte di Amnesty International riguardo ai diritti umani nel Paese.

## Albo d'oro
| Anno | Circuito      | Pilota         | Vettura                    | Resoconto     |
| ---- | ------------- | -------------- | -------------------------- | ------------- |
| 2021 | Lusail        | Lewis Hamilton | Mercedes                   | Resoconto     |
| 2022 | Non disputato | Non disputato  | Non disputato              | Non disputato |
| 2023 | Lusail        | Max Verstappen | Red Bull Racing-Honda RBPT | Resoconto     |
| 2024 | Lusail        | Max Verstappen | Red Bull Racing-Honda RBPT | Resoconto     |

## Statistiche
Le statistiche si riferiscono alle sole edizioni valide per il campionato del mondo di Formula 1 e sono aggiornate al Gran Premio del Qatar 2024.

### Vittorie per pilota
| Pos. | Pilota         | Vittorie |
| ---- | -------------- | -------- |
| 1    | Max Verstappen | 2        |
| 2    | Lewis Hamilton | 1        |

### Vittorie per costruttore
| Pos. | Costruttore | Vittorie |
| ---- | ----------- | -------- |
| 1    | Red Bull    | 2        |
| 2    | Mercedes    | 1        |

### Vittorie per motore
| Pos. | Motore   | Vittorie |
| ---- | -------- | -------- |
| 1    | RBPT     | 2        |
| 2    | Mercedes | 1        |

### Pole position per pilota
| Pos. | Pilota         | Pole |
| ---- | -------------- | ---- |
| 1    | Lewis Hamilton | 1    |
| =    | Max Verstappen | 1    |
| =    | George Russell | 1    |

### Pole position per costruttore
| Pos. | Costruttore | Pole |
| ---- | ----------- | ---- |
| 1    | Mercedes    | 2    |
| 2    | Red Bull    | 1    |

### Pole position per motore
| Pos. | Motore   | Pole |
| ---- | -------- | ---- |
| 1    | Mercedes | 2    |
| 2    | RBPT     | 1    |

### Giri veloci per pilota
| Pos. | Pilota         | GPV |
| ---- | -------------- | --- |
| 1    | Max Verstappen | 2   |
| 2    | Lando Norris   | 1   |

### Giri veloci per costruttore
| Pos. | Costruttore | GPV |
| ---- | ----------- | --- |
| 1    | Red Bull    | 2   |
| 2    | McLaren     | 1   |

### Giri veloci per motore
| Pos. | Motore   | GPV |
| ---- | -------- | --- |
| 1    | RBPT     | 2   |
| 2    | Mercedes | 1   |

### Podi per pilota
| Pos. | Pilota          | Podi |
| ---- | --------------- | ---- |
| 1    | Max Verstappen  | 3    |
| 2    | Oscar Piastri   | 2    |
| 3    | Fernando Alonso | 1    |
| =    | Lewis Hamilton  | 1    |
| =    | Lando Norris    | 1    |
| =    | Charles Leclerc | 1    |

### Podi per costruttore
| Pos. | Costruttore | Podi |
| ---- | ----------- | ---- |
| 1    | Red Bull    | 3    |
| =    | McLaren     | 3    |
| 3    | Alpine      | 1    |
| =    | Mercedes    | 1    |
| =    | Ferrari     | 1    |

### Podi per motore
| Pos. | Motore   | Podi |
| ---- | -------- | ---- |
| 1    | Mercedes | 4    |
| 2    | RBPT     | 3    |
| 3    | Renault  | 1    |
| =    | Ferrari  | 1    |

### Punti per pilota
| Pos. | Pilota           | Punti |
| ---- | ---------------- | ----- |
| 1    | Max Verstappen   | 78    |
| 2    | Oscar Piastri    | 49    |
| 3    | Charles Leclerc  | 36    |
| 4    | George Russell   | 35    |
| 5    | Lando Norris     | 32    |
| =    | Lewis Hamilton   | 32    |
| 7    | Fernando Alonso  | 30    |
| 8    | Carlos Sainz Jr. | 22    |
| 9    | Esteban Ocon     | 16    |
| 10   | Sergio Pérez     | 13    |

### Punti per costruttore
| Pos. | Costruttore  | Punti |
| ---- | ------------ | ----- |
| 1    | Red Bull     | 91    |
| 2    | McLaren      | 81    |
| 3    | Mercedes     | 67    |
| 4    | Ferrari      | 58    |
| 5    | Alpine       | 41    |
| 6    | Aston Martin | 24    |
| 7    | Alfa Romeo   | 6     |
| 8    | Sauber       | 4     |
| =    | Haas         | 4     |
| 10   | Williams     | 2     |

### Punti per motore
| Pos. | Motore   | Punti |
| ---- | -------- | ----- |
| 1    | Mercedes | 174   |
| 2    | RBPT     | 91    |
| 3    | Ferrari  | 72    |
| 4    | Renault  | 41    |